# المحقق كونان (الموسم 24)
المحقق كونان هو الموسم الرابع والعشرين من سلسلة المحقق كونان (باليابانية: 名探偵コナン، تُنطق ميه‌‌تانتيه كۆنان أي المحقق العظيم كونان) تُرجمت رسميًا إلى المُحقق كونان، وهي سلسلة مانغا للكاتب غوشو أوياما حُولِّت إلى مسلسل أنيمي وحلقات أوفا وأفلام أنمي وألعاب فيديو ووسائط أخرى يابانية وقد بدأ عرض السلسلة من 31 مايو 2014 ولغاية 16 مايو 2015، وكان الموسم من إخراج ياسوچيرو ياماموتو.
أُذيعت الحلقة الأولى في 8 يناير 1996 وعرضت الحلقات بالتوالي إلى أن وصلت إلى أكثر من 1,155 حلقة، وبذلك تحتل المركز الخامس عشر في قائمة أكثر الأنيميات من حيث عدد الحلقات. يتم عرض حلقة واحدة من الأنمي أسبوعيًّا على نبون تلفجن إلا في حالات عرض الأفلام فإنها قد تتأجل إلى أسبوعين أو أكثر. تتم دبلجة الأنيمي للغة العربية من قِبَل مركز الزهرة ولا تزال دبلجته مُستمرة لأكثر من ثمانية عشرة سنة منذ سنة 1998، حيث عُرض لأول مرة على تلفزيون قطر، وقد وصلت الحلقات المُدبلجة إلى 565 (537 بالنّظام الياباني) من أصل 1,155 حلقة.
يُعرَض المحقق كونان في اليابان على قناة نيبون تي في وقناة يوميأوري وقناة أنيماكس وقناة YTV اليابانية، وقد لاقى المحقق كونان رواجًا كبيرًا في اليابان حيث احتل مركزًا من ضمن المراكز الستة الأوائل في ست مناسبات مختلفة. وبحسب استطلاعات الرأي التي أجرتها مجلة أنيميج، اعتبر الأنيمي من بين أفضل 20 أنيمي تم إصداره خلال الفترة من عام 1996 ولغاية عام 2001. أيضا احتل المحقق كونان المركز الثالث والعشرين من ضمن قائمة أفضل 100 أنيمي، أجرته شبكة أساهي اليابانية في عام 2005.

## عناوين الحلقات
| #       | عنوان الحلقة                                         | تفاصيل الحلقة | تفاصيل الحلقة  |
| اليابان | باليابانية                                           | في المانغا    | تاريخ العرض    |
| ------- | ---------------------------------------------------- | ------------- | -------------- |
| 740     | الحمام حيث سقطت ران كذلك (الجزء الأول)               | فصل 856-858   | 31 مايو 2014   |
| 741     | الحمام حيث سقطت ران كذلك (الجزء الثاني)              | فصل 856-858   | 7 يونيو 2014   |
| 742     | وعد مع لاعب الدوري الياباني                          | فلر           | 14 يونيو 2014  |
| 743     | صدفتان متداخلتان                                     | فلر           | 21 يونيو 2014  |
| 744     | المشتبَه به هو ماكوتو كيوكوكو (الجزء الأول)           | فصل 859-861   | 28 يونيو 2014  |
| 745     | المشتبَه به هو ماكوتو كيوكوكو (الجزء الثاني)          | فصل 859-861   | 5 يوليو 2014   |
| 746     | كايتو كيد ضد ماكوتو كيوكوكو (الجزء الأول)            | فصل 862-864   | 19 يوليو 2014  |
| 747     | كايتو كيد ضد ماكوتو كيوكوكو (الجزء الثاني)           | فصل 862-864   | 26 يوليو 2014  |
| 748     | قصة الحب التاسعة في مقر شرطة العاصمة (الاعتراف)      | فصل 869-871   | 2 أغسطس 2014   |
| 749     | قصة الحب التاسعة في مقر شرطة العاصمة (الحقيقة)       | فصل 869-871   | 9 أغسطس 2014   |
| 750     | الرجل الذي خانه البحر                                | فلر           | 6 سبتمبر 2014  |
| 751     | قضية دعوة قط الكاليكو (الجزء الأول)                  | فصل 865-868   | 20 سبتمبر 2014 |
| 752     | قضية دعوة قط الكاليكو (الجزء الثاني)                 | فصل 865-868   | 27 سبتمبر 2014 |
| 753     | النقطة العمياء في المنزل المشترك                     | فلر           | 4 أكتوبر 2014  |
| 754     | مأساة المرأة الحمراء (بخار)                          | فصل 872-875   | 11 أكتوبر 2014 |
| 755     | مأساة المرأة الحمراء (روح شريرة)                     | فصل 872-875   | 18 أكتوبر 2014 |
| 756     | مأساة المرأة الحمراء (انتقام)                        | فصل 872-875   | 25 أكتوبر 2014 |
| 757     | الكوميدي الذي سلَّم نفسه (الجزء الأول)                 | فلر           | 1 نوفمبر 2014  |
| 758     | الكوميدي الذي سلَّم نفسه (الجزء الثاني)                | فلر           | 8 نوفمبر 2014  |
| 759     | النتيجة غير المُتوقعة للرواية الرُّمَنسية (الجزء الأول)  | فصل 876-878   | 22 نوفمبر 2014 |
| 760     | النتيجة غير المُتوقعة للرواية الرُّمَنسية (الجزء الثاني) | فصل 876-878   | 29 نوفمبر 2014 |
| 761     | رحلة كاگا هياكومانكوكو الغامضة (جزء كانازاوا)        | فلر           | 6 ديسمبر 2014  |
| 762     | رحلة كاگا هياكومانكوكو الغامضة (جزء كاگا)            | فلر           | 13 ديسمبر 2014 |
| 763     | كونان وهيجي، شفرة الحب (الجزء الأول)                 | فصل 879-881   | 10 يناير 2015  |
| 764     | كونان وهيجي، شفرة الحب (الجزء الثاني)                | فصل 879-881   | 17 يناير 2015  |
| 765     | قضية الطائرات الورقية في نهر تيموزو (الجزء الأول)    | فصل 885-887   | 24 يناير 2015  |
| 766     | قضية الطائرات الورقية في نهر تيموزو (الجزء الثاني)   | فصل 885-887   | 31 يناير 2015  |
| 767     | العاشق المفقود فی العاصفة الثلجية                    | فلر           | 7 فبراير 2015  |
| 768     | قضية احتجاز آي هايبارا                               | فلر           | 21 فبراير 2015 |
| 769     | المريض المزعج في غرفة الطوارئ                        | فلر           | 28 فبراير 2015 |
| 770     | حفلة الشاي المتوتِّرة (الجزء الأول)                    | فصل 888-890   | 7 مارس 2015    |
| 771     | حفلة الشاي المتوتِّرة (الجزء الثاني)                   | فصل 888-890   | 14 مارس 2015   |
| 772     | قضية سينشي كودو في حوض الأسماك (الجزء الأول)         | فصل 882-884   | 21 مارس 2015   |
| 773     | قضية سينشي كودو في حوض الأسماك (الجزء الثاني)        | فصل 882-884   | 28 مارس 2015   |
| 774     | صرخة منش المفقودة (حلقة ما قبل الفيلم 19)            | فلر           | 18 أبريل 2015  |
| 775     | المحقق العظيم المُتلاعب عليه (الجزء الأول)            | فلر           | 25 أبريل 2015  |
| 776     | المحقق العظيم المُتلاعب عليه (الجزء الثاني)           | فلر           | 2 مايو 2015    |
| 777     | فريق المتحرين الصغار ضد فريق المتحرين الكبار         | فلر           | 9 مايو 2015    |
| 778     | الملاك المفقود في السراب                             | فلر           | 16 مايو 2015   |

## أهم أحداث الموسم
- التأكد من عدم موت أكاي شويتشي، وتنكره بشخصية سوبارو أوكيا.
- معرفة حقيقة عضو المنظمة السوداء بوربون، وأنه جاسوس متخفي من الشرطة السرية.
- شعور ران بأنّها قد قابلت ماسومي سيرا عندما كانت صغيرة، وشعورها بأنها تعرف الأخت من خارج النطاق .